# نارگیل پنجره‌ای
نارگیل پنجره‌ای (نام علمی: Beccariophoenix madagascariensis) نام یک گونه از تیره نخل است.